# Распутное лето
«Распутное лето» (англ. Slutty Summer) — фильм режиссёра и сценариста Каспера Андреаса, он же исполнил в картине главную роль.

## Сюжет
Действие происходит в Нью-Йорке, существующем в параллельном мире и населённом преимущественно геями. После четырёх лет отношений Маркус (Каспер Андреас) застаёт своего бойфренда в постели с другим мужчиной. Теперь Маркус одинок, его сердце разбито. Подруга Мэрилин советует ему больше встречаться с парнями. Маркус не знает, что лето приготовило ему массу сюрпризов. В конце концов он влюбляется в эффектную модель по имени Тайлер, который, в свою очередь, не верит в любовь и долговременные отношения.

## В ролях
| Актёр                  | Роль    |
| ---------------------- | ------- |
| Каспер Андреас         | Маркус  |
| Вирджиния Брайан       | Мэрилин |
| Джеффри Кристофер Тодд | Питер   |

## Критика
Фильм получил смешанные отзывы критиков со значительным перевесом в сторону отрицательных. На сайте Rotten Tomatoes он имеет 13 процентов «гнилого» рейтинга.
Газета New York Post назвала «Распутное лето» гей-версией «Секса в большом городе», а издание The Hollywood Reporter отмечало, что картине не хватает утончённости, чтобы привлечь внимание зрителя, не относящегося к целевой аудитории.